# Erich von Kahler

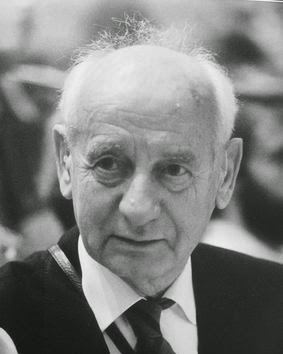
Erich von Kahler (1946) – deutscher Soziologe

Erich von Kahler (auch Erich Kahler, * 14. Oktober 1885 in Prag, Österreich-Ungarn; † 28. Juni 1970 in Princeton, New Jersey, USA) war ein deutscher Schriftsteller, Kulturphilosoph und Soziologe. Historische Soziologie und Kultursoziologie bilden die methodische Basis seines Hauptwerkes.

## Leben
1900 siedelte die jüdische Familie, die ihren Namen von Kohn zu Kahler germanisiert hatte, von Prag nach Wien über, wo der Vater 1914 als erfolgreicher Industrieller von Kaiser Franz Joseph I. geadelt wurde. Kahler machte 1903 die Matura am humanistischen Schottengymnasium. Schon als Jugendlicher veröffentlichte er Lyriksammlungen, er studierte Geschichte und Philosophie in Berlin, Heidelberg, München und Wien, wo er 1911 mit der Arbeit „Über Recht und Moral“ zum Dr. phil. promoviert wurde. Seit 1912 lebte der vermögende Kahler als Privatgelehrter in Wolfratshausen bei München, gehörte zum George-Kreis und stand mit Friedrich Gundolf und Max Weber in regelmäßigem Kontakt. Thomas Mann kannte von Kahler seit 1919 und war ihm seit der gemeinsamen Zeit in Princeton freundschaftlich verbunden. In Thomas Manns Tagebüchern findet von Kahler regelmäßig Erwähnung; bis zum Tode Manns standen sie im Briefwechsel. Von Kahler veröffentlichte viele Artikel über Manns Werk. In einem Aufsatz zu Kahlers 60. Geburtstag im Jahre 1945 nannte ihn Thomas Mann „einen der klügsten, feinsten und reichsten Köpfe, die heute wirken, eines der gütigsten, wissendsten und zur Hilfeleistung willigsten Herzen, die heute schlagen.“
Nach der NS-Machtergreifung 1933 kehrte von Kahler von einem Österreichbesuch nicht nach Deutschland zurück, am 22. Januar 1934 erfolgt seine Ausbürgerung. Er emigrierte etappenweise über die Tschechoslowakei (Prag) und die Schweiz (Zürich, 1935–38) in die USA, wo er sein Adelsprädikat nicht hervorhob und als Erich Kahler publizierte. Er lebte  bis zu seinem Tode in Princeton, New Jersey. Kahler lehrte in den USA Geschichte und Geschichtsphilosophie an der New School for Social Research (New York) und am Black Mountain College in North Carolina. 1947 übernahm er eine Professur für deutsche Literatur an der Cornell University in Ithaca. Gastprofessuren führten ihn an die University of Manchester in England, an die Ohio State University und die Princeton University, wo er am Institute for Advanced Study Kultursoziologie las. Während des Zweiten Weltkrieges gab er dem emigrierten Dichter Hermann Broch in seinem Hause Unterkunft. Er kehrte nicht nach Deutschland zurück – keine deutsche Universität berief ihn auf einen Lehrstuhl –, nahm aber einige Lehraufträge in der Bundesrepublik an. Seit 1957 war er Mitglied der Deutschen Akademie für Sprache und Dichtung.
Kahler heiratete 1911 Josefine Sóbotka (1889–1959). Ein Cousin war der früh verstorbene expressionistische Maler und Dichter Eugen von Kahler.
Erich Kahler und seine zweite Frau Alice (Lili oder Lilly) Loewy Kahler unterhielten den sogenannten Kahler-Kreis, bestehend aus intellektuellen Freunden der Eheleute, von 1939 bis Anfang der 1970er Jahre. Diese Gruppe, die von Charles Greenleaf Bell (1916–2010) „Kahler-Kreis“ genannt wurde, hatte ihr physisches Zentrum im Haus der Kahlers, One Evelyn Place in Princeton, New Jersey, das Kahler dank eines Kredits von Albert Einstein hatte erwerben können. Die Kahlers hießen jüdische intellektuelle Flüchtlinge aus Europa willkommen und das Haus entwickelte sich zum Mekka für Besucher aus Europa voll „außergewöhnlicher ausländischer Köpfe, die ständig neue Ideen erforschten“. Die Familie Einstein, die Familie von Thomas Mann und Hermann Broch waren enge Freunde der Kahlers. Zum Kahler-Freundeskreis gehörten außerdem Erwin Panofsky, Hetty Goldman, Ernst Kantorowicz, Kurt Gödel und der Maler Ben Shahn. Albert Einstein besuchte die Kahlers am liebsten, wenn sie keine anderen Gäste hatten.

## Werk
Erich von Kahler folgte dem wissenschaftlichen und publizistischen Mainstream, als er 1914 seine Kriegsschrift „Der vorige, der heutige und der künftige Feind“ veröffentlichte. Nach dem Ersten Weltkrieg reagierte von Kahler mit seinem Buch „Der Beruf der Wissenschaft“ auf den ähnlich lautenden Werktitel Wissenschaft als Beruf von Max Weber. Darin setzte er sich kritisch mit Webers Wissenschaftsbild der Werturteilsfreiheit auseinander. 1937 publizierte er dann sein keineswegs dem Zeitgeist angepasstes Hauptwerk „Der deutsche Charakter in der Geschichte Europas“, das laut René König wegen seiner Diagnose des „Autoritarismus“ zu den „höchst bedeutsamen Werken“ der Soziologie gehört. Thomas Mann schrieb über das Buch: „Es ist die Standard-Psychologie des Deutschtums, ein Buch leidend durchdringender und umfassend darstellender Erkenntnis, ein Buch der Liebe im Grunde: einer kritisch gebrochenen, verhängnisschweren Liebe, in welcher das Negative und Positive in schmerzlicher Ambivalenz verschwimmen.“ Die voluminöse Arbeit ist auch als patriotisch-geisteswissenschaftlicher Rückgriff auf „das andere Deutschland“ zu lesen – auf das Deutschland der Dichter und Denker. Damit verfehlte es aber schon 1937 die Aktualität, wohl deshalb geriet es weitgehend in Vergessenheit, ein geplanter zweiter Fortsetzungsband erschien nie. Im Jahr 1943 veröffentlichte von Kahler in New York das kulturhistorische Werk „Man the Measure. A New Approach to History“. Es beruhte auf Vorlesungen, die von Kahler 1941 und 1942 an der New School for Social Research gehalten hatte. In der Einleitung schrieb Kahler: „This book is an attempt to write history as the biography of man and from it to gain a view of the future of man.“ Thomas Mann bezeichnete das Buch als „einen Roman der Menschheit, erzählt von einem musischen Denker und historischen Rhapsoden, (...).“

## Schriften (Auswahl)
- Der vorige, der heutige und der künftige Feind. Weiss, Heidelberg 1914.
- Weltgesicht und Politik. Weiss, Heidelberg 1916.
- Das Geschlecht Habsburg. Der Neue Merkur, München 1919.
- Der Beruf der Wissenschaft. Bondi, Berlin 1920.
- Israel unter den Völkern. Humanitas-Verlag, Zürich 1936.
- Der deutsche Charakter in der Geschichte Europas. Europa-Verlag, Zürich 1937.
- Man the Measure. A New Approach to History. Pantheon Books, New York 1943.
- mit Albert Einstein: The Arabs in Palestine. Christian Council on Palestine and American Palestine Committee, 1944.
- Die Verantwortung des Geistes. Gesammelte Aufsätze. S. Fischer, Frankfurt am Main 1952.
- Die Philosophie von Hermann Broch. Mohr (Siebeck), Tübingen 1962.
- The Orbit of Thomas Mann. Princeton University Press, Princeton 1969.
- Untergang und Übergang. Essays. Deutscher Taschenbuch-Verlag, München 1970.
- Judentum und Judenhass: Drei Essays. ÖBV-Publikumsverlag, Wien 1991, ISBN 3-215-07706-X.